# 羅伯特·瓊奎特
羅伯特·亨利·瓊奎特（1925年5月3日—2008年12月17日）是一名法國前足球運動員，司職後衛。瓊奎特職業生涯的大部分時間都效力於蘭斯，贏得五次法甲聯賽冠軍，並兩次闖入歐洲聯賽冠軍盃決賽。瓊奎特被認為是他那個時代最好的中後衛之一。
1951年在倫敦對陣英格蘭隊的比賽中，瓊奎特因個人表現出色而被暱稱為“高貝利英雄”，他是1950年代法國國家足球隊不可或缺的成員，參加1954年和1958年的世界盃決賽週。

## 早年
羅伯特·亨利·瓊奎特於1925年5月3日出生於巴黎十四區。

## 球員生涯

### 1946年–1956年
年輕時，瓊奎特在巴黎南部夏特奈-馬拉布里的周邊鄉村踢球，之後效力於伏爾泰體育俱樂部。1946－47年賽季，他在蘭斯開始他在法甲首個賽季。他成為主力球員，並在1947年春天首次入選法國國家足球隊。就他的比賽位置而言，瓊奎特相對較矮（1.76 米），但作為一名清道夫，他身穿5號球衣時優雅而有才華，而不是典型的中後場“破壞者”。
在1948－49年賽季，他贏得他的首個法甲冠軍及1950年的法國盃，隨後在1953年獲得他的第二個法甲冠軍和拉丁盃。在他參加法國隊在瑞士舉行的一屆世界盃決賽週的一年後，1955年再次奪得法甲冠軍、法國超級盃，入圍拉丁盃決賽，次年（1956年）隨蘭斯殺入新生歐洲盃決賽，以3：4不敵皇家馬德里。 這些年的另外兩個高潮發生在國際賽場上：1951年10月，瓊奎特代表法國隊在倫敦對戰英格蘭隊（球員當中包括名將阿爾夫·藍西和比利·胡禮）。 瓊奎特的精彩表現幫助法國隊以2:2打和，第二天早上報紙的頭條稱他為“高貝利英雄”。這位“英雄”還參加歐洲選拔賽，在1955年的一場友誼賽中擊敗英格蘭隊。

### 歐洲最佳球隊之一的主力球員
羅伯特·瓊奎特在蘭斯的隊友數起來就像1950年代的法國足球名人錄：守門員 (多米尼克·科洛納) 和進攻球員 (雷蒙·高帕、米歇爾·伊達爾戈、利昂·格洛瓦茨基、 尚·文森、祖斯·方亭、羅傑·皮安東尼及勒內·布利亞爾) 與及防守球員，如羅傑·馬奇、阿曼德·彭文、阿爾伯特·巴特、米歇爾·萊伯翁、讓·溫德林 – 與瓊奎特平均超過十年隊友，他是唯一參加過兩次歐洲盃決賽和兩次拉丁盃決賽的球員。 順便說一句，阿爾伯特·巴特在這段時間以三種不同的方式陪伴和支持瓊奎特的職業生涯：作為隊友（直到1950年）、作為領隊（1950-1959 年）和作為法國國家足球隊教練（從1955年開始）。

### 1957年–1961年
1957－58年賽季瓊奎特獲得更多冠軍，但也可能包括瓊奎特最黑暗的時刻。在蘭斯，他贏得法國冠軍盃和法國超級盃的三冠王。此外，他還參加第二次世界盃，即在瑞典舉行的1958年世界盃，法國獲得季軍。然而，在準決賽中的不幸遭遇（見下文）阻止瓊奎特參加季軍戰（6:3 對德國）。
在第二次歐洲盃決賽於1959年以0:2敗給對手是皇家馬德里之後，雷蒙·高帕從皇家馬德里重回蘭斯——而瓊奎特在1960年贏得他的第五個法甲冠軍和他的第三個超級盃。當年夏天，35歲的他從法國國家隊退役，轉會到法乙聯賽的斯特拉斯堡，幫助他們於1961年升入頂級聯賽法甲聯賽——這是他作為球員的最後一次成功。

### 國際賽生涯
1948年4月至1960年7月期間，羅伯特·瓊奎特代表法國出戰58場比賽並擔任隊長。瓊奎特作為隊長參加1954年世界盃（一場）和1958年世界盃（五場）。在瑞典，他在對巴西的準決賽第35分鐘後因與瓦瓦發生碰撞而受傷，這幾乎讓他失去行動能力。中場休息時——當時還不允許換人——隊醫注射止痛針，讓瓊奎特得以兩條腿站立。下半場他或多或少地在左翼蹣跚而行。的確，瓊奎特弄斷他的腓骨。但五個月後，他又回到國家隊。
他的最後一場國際賽是在1960年歐洲國家盃上對陣捷克斯洛伐克。

## 球員生涯之後

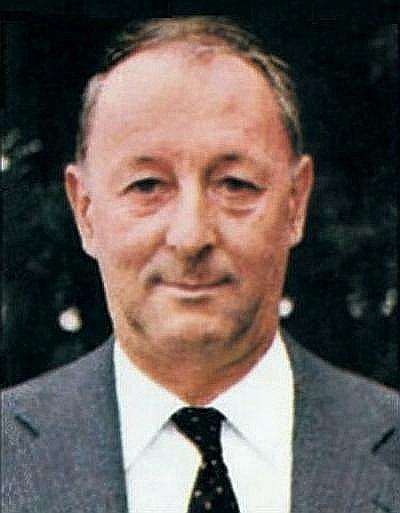
瓊奎特於2008年

在斯特拉斯堡，瓊奎特的舞台從比賽場地轉移到場邊教練席，在蘭斯享受一段時光，之後帶領塞納河畔羅米伊、埃佩爾奈 和馬恩河畔沙隆等小球隊。瓊奎特對足球中金錢的增加感到非常失望，錯過當年在蘭斯球場的時光。他於 2008 年 12 月 17 日在馬恩的蘭斯去世。他的球會蘭斯將他的名字命名為他們的體育場的 Auguste Delaune 的看台。

## 榮譽

### 球員生涯
蘭斯
- 法甲: 1948–49、1952–53、1954–55、1957–58及1959–60[1]；亞軍：1946–47及1953–54[2]
- 法國盃：1949–50, 1957–58[1]
- 法國超級盃：1955, 1958, 1960[1]
- 拉丁盃：1953[1]；亞軍：1955[2]
- 歐洲聯賽冠軍盃亞軍：1955–56及1958–59[2]

### 執教生涯
蘭斯
- 法乙: 1965–66[2]
- 法國超級盃：1966[2]

## 外部鏈接
- ROBERT JONQUET （页面存档备份，存于）